# Trichoglottis atropurpurea
Trichoglottis atropurpurea är en orkidéart som beskrevs av Heinrich Gustav Reichenbach. Trichoglottis atropurpurea ingår i släktet Trichoglottis och familjen orkidéer.
Artens utbredningsområde är Filippinerna. Inga underarter finns listade i Catalogue of Life.

## Bildgalleri

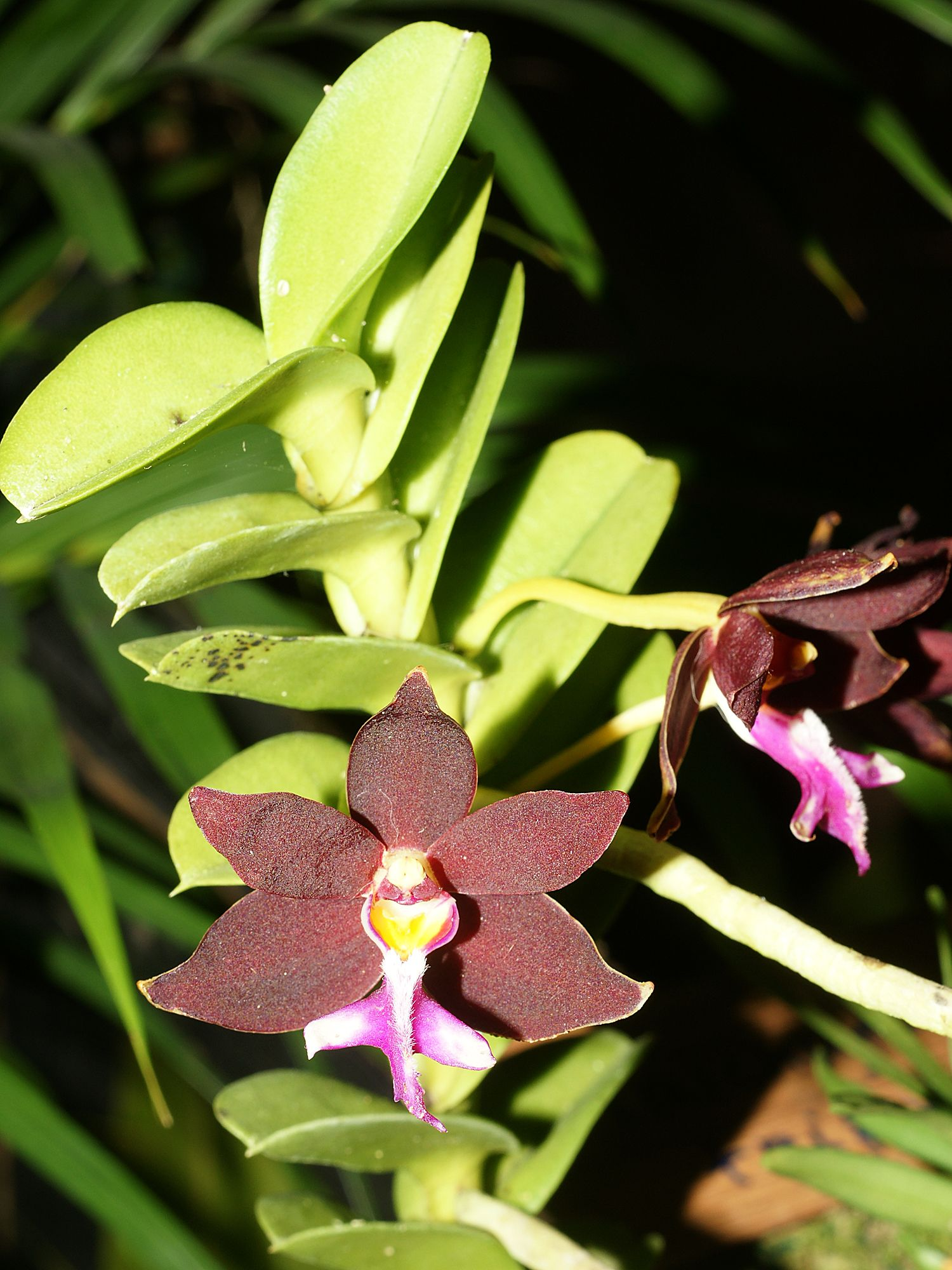
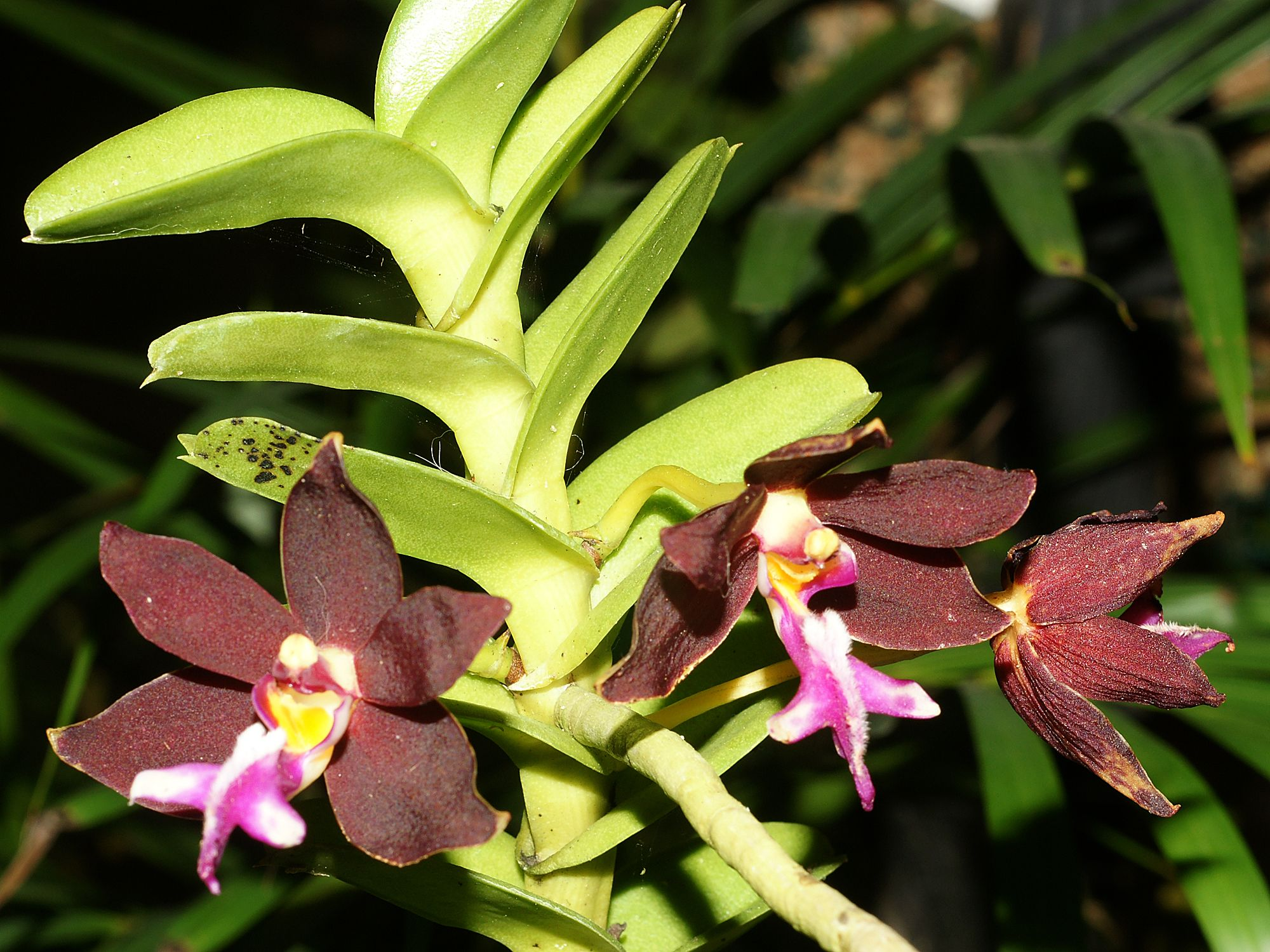
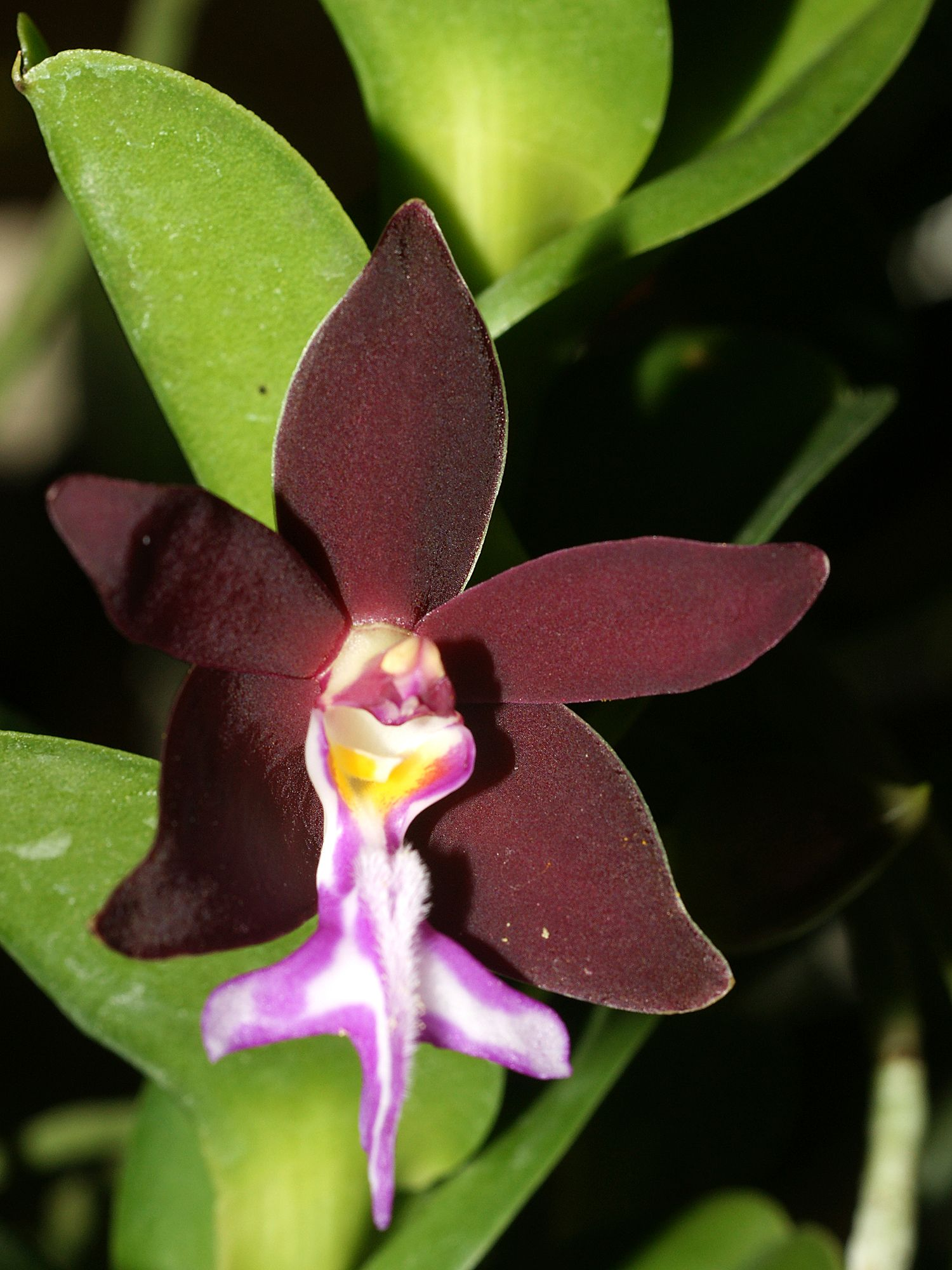
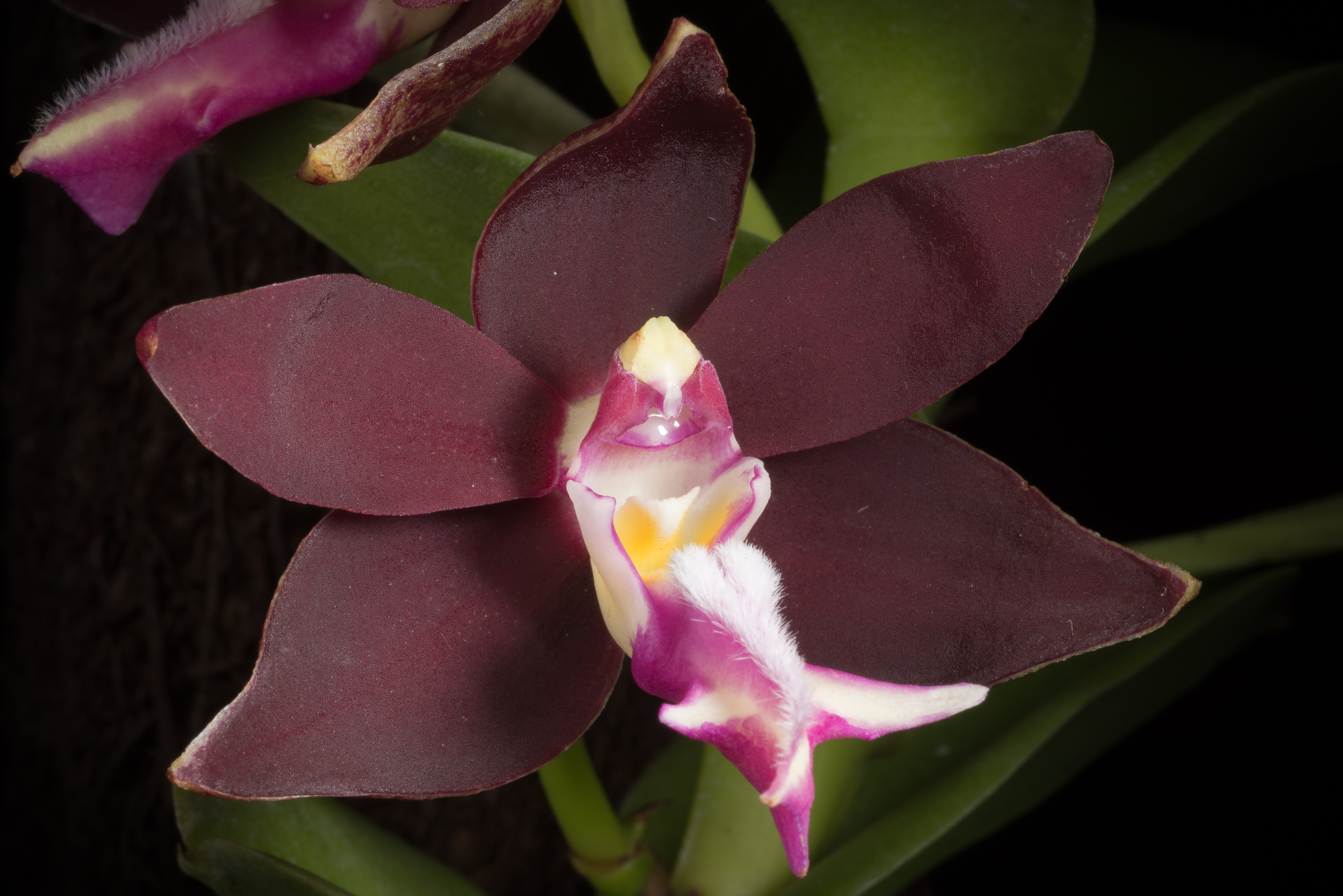